# Micrognathus andersonii
Micrognathus andersonii es una especie de pez de la familia Syngnathidae en el orden de los Syngnathiformes.

## Morfología
Los machos pueden alcanzar 8,5 cm de longitud total.

## Reproducción
Es ovovivíparo y el macho transporta los huevos en una bolsa ventral, la cual se encuentra debajo de la cola.

## Hábitat
Es un pez de mar y de clima tropical y asociado a los arrecifes de coral que vive entre 0-10 m de profundidad.

## Distribución geográfica
Se encuentra desde el África Oriental y el Mar Rojo hasta Samoa, el sur del Japón, Tonga y Micronesia (desde de República de Palau hasta el este de las Islas Carolinas y  Marianas ).